# Menselijk ras
De indeling van de mensheid in verschillende menselijke rassen is de groepering van mensen in verschillende categorieën op basis van uiterlijke kenmerken. In het verleden werd de term ook in de biologie gebruikt. Biologisch gezien bestaan er naar hedendaagse wetenschappelijke inzichten binnen de soort Homo sapiens echter geen rassen.

## Geschiedenis
In de antropologie sprak men, met name in navolging van het werk van Johann Friedrich Blumenbach (1752-1840), over vijf menselijke rassen die op geografische en fenotypische eigenschappen waren gebaseerd. Blumenbach gaf hieraan de namen Kaukasisch, Mongools, Amerikaans, Ethiopisch en Maleis.
Arthur de Gobineau (1816 - 1882) schreef in het midden van de negentiende eeuw Essai sur l'inégalité des races humaines (Nederlands: 'Verhandeling over de ongelijkheid van de menselijke rassen'), een werk over de ongelijkheid van de mens. Volgens de rassentheorie die de Gobineau beschreef was er sprake van een wit ras dat superieur was aan de andere twee rassen, het negroïde en het mongoloïde ras. Rassenvermenging leidde in zijn ogen tot degeneratie van de mens.
In 1883 gebruikte de Engelsman Francis Galton voor het eerst de term eugenetica (Engels, eugenics) als verwijzing naar het gebruik van selectief voortplanten van mensen om een bepaalde groep in de loop van generaties te verbeteren, specifiek met betrekking tot erfelijke kenmerken. Welke dieren of mensen tot een specifieke groep horen en wat de kenmerken zijn, moest door empirisch onderzoek worden vastgesteld. Binnen enkele jaren maakte Galton onderscheid tussen positieve eugenetica – het aanmoedigen van de meest geschikten tot meer voortplanting – en negatieve eugenetica – het ontmoedigen of verhinderen van de minder geschikten om zich voort te planten. In 1904 werd het Galton Laboratory opgericht, dat een theoretisch wetenschappelijk basis voor eugenetica wilde leggen.
In 1907 werd de Eugenics Education Society, opgericht om bewustwording bij het publiek te creëren over het bestaan van positieve en negatieve erfelijke kwaliteiten en om maatschappelijke verantwoordelijkheid te ontwikkelen hier zelf iets aan te doen. Zo ontstond er een maatschappelijke beweging en politieke stroming rondom het onderwerp, die vanuit Engeland overwaaide naar de Verenigde Staten, Canada en Australië en naar het Europese vasteland. In verschillende landen of deelstaten kwamen er programma's voor gedwongen sterilisatie of huwelijksverboden.
Eugenetica werd door het Duitse naziregime als basis genomen voor de ideologie die een Arisch ras als superieur bestempelde en diverse andere bevolkingsgroepen als minderwaardig. Op basis daarvan werd de ontwikkeling en uitvoer gerechtvaardigd van een breed en zwaar sterilisatiebeleid, grootschalige onvrijwillige "euthanasie", racistische (anti-)abortusmaatregelen en de bedrijfsmatige massamoord van naar schatting meer dan 8 miljoen mensen in concentratie- en vernietigingskampen, bekend onder de namen Holocaust en Porajmos. Het Kaiser Wilhelm Instituut voor Antropologie, Menselijke Erfelijkheid en Eugenetica (KWI-A) in Berlijn, opgericht in 1927, verschafte de wetenschappelijke rechtvaardiging voor het nationaalsocialistische rassenbeleid en was betrokken bij tal van nazi-staatsmisdaden. In de Neurenberger processen tegen de nazileiders werd door hen als verdediging aangevoerd, dat de eugenetica-maatregelen van de nazi's niet veel verschilden van die van bijvoorbeeld de Verenigde Staten. Dat was feitelijk een grove onwaarheid.

## Nazi-Duitsland

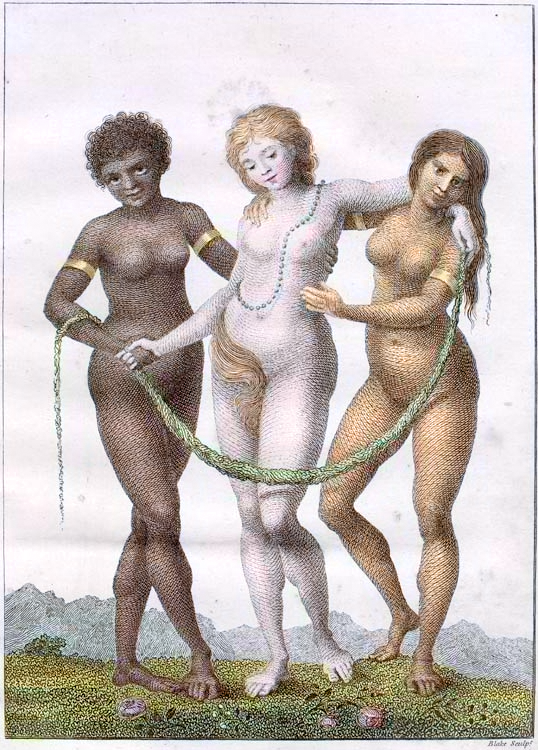
Illustratie uit 1796 van William Blake. Drie continenten (van links naar rechts: Afrika, Europa, Amerika) worden telkens voorgesteld door een lid van een menselijk ras

Het begrip "menselijk ras" is in Europa sinds de opkomst van nazi-Duitsland uiterst beladen. Het idee van raciale superioriteit is niet door de nazi's uitgevonden; het was zowel in keizerrijk Rusland als in de westerse koloniale mogendheden in de loop van de 19e eeuw gemeengoed geworden. Een dergelijke beoordeling van mensen op basis van hun ras wordt tegenwoordig in de westerse wereld algemeen veroordeeld als racisme.
De beladenheid van het begrip menselijk ras is deels toe te schrijven aan de extreme consequenties die er in nazi-Duitsland uit getrokken werden, namelijk dat bepaalde "minderwaardige rassen" ("rassisch minderwertig") uitgeroeid moeten worden. Het trauma van de Holocaust speelt buiten de westerse wereld echter veel minder. In India is het in huwelijksadvertenties niet ongebruikelijk reclame te maken met een lichte huidskleur; Ian Buruma constateerde rond 1991 dat Japanners volop denken in raciale termen over internationale en historische kwesties. De arabist Marcel Kurpershoek kwam er tijdens zijn veldwerk onder nomaden in Saoedi-Arabië achter dat hij als schoonzoon goed zou scoren met zijn erfelijk bepaalde inbreng.

## Het begrip menselijk ras als een weerlegde hypothese

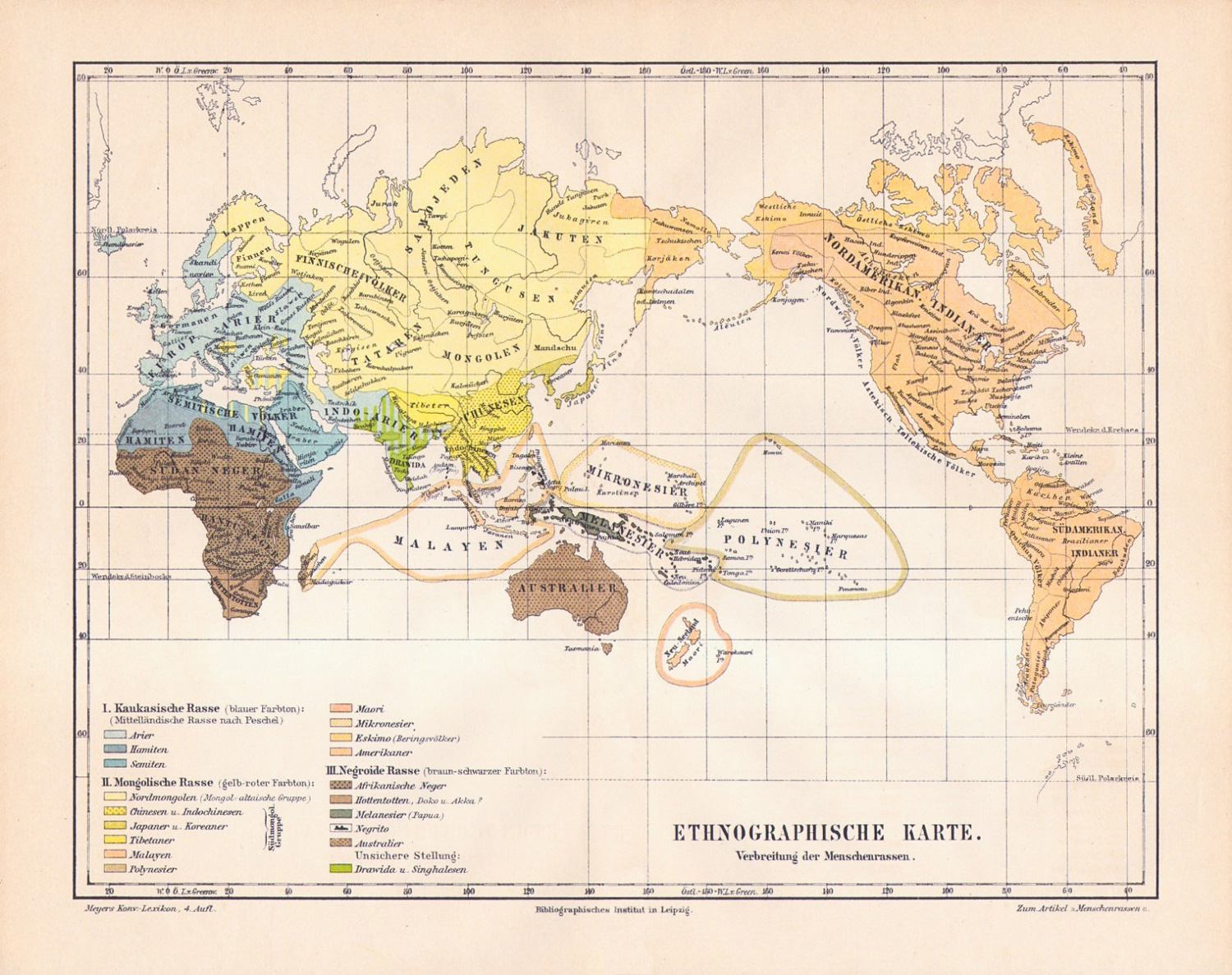
Kaart uit Meyers Konversations-Lexikon (1885-90) met indeling van Hongaren, Finnen, indianen en Turkse volkeren bij het "mongoloïde ras" en de Perzen, Semieten en Hamieten bij het "Kaukasische ras".

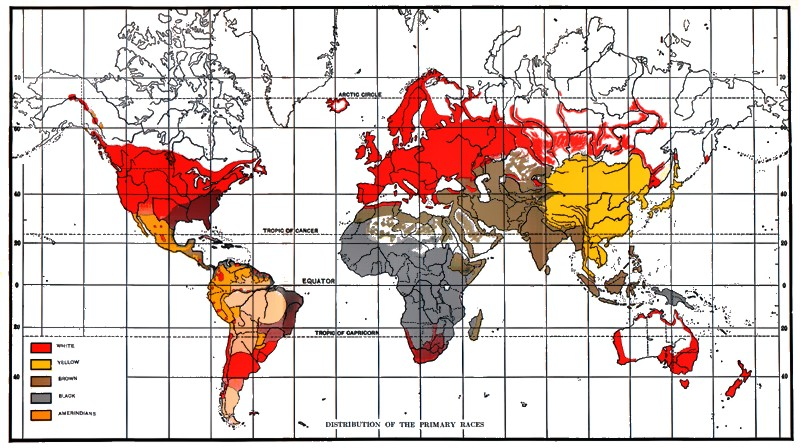
Kaart van Lothrop Stoddard (1920) met de verspreiding van menselijk rassen. De kaart toont de rassen van de wereld gespecificeerd naar huidskleur: blank (legendakleur rood), zwart (legendakleur grijs), geel, bruin en rood (legendakleur oranje) en gebieden met gemengd zwarte en blanke bevolking (legendakleur paars).

Toen in de achttiende en negentiende eeuw rassenleren werden opgesteld, was de wetenschappelijke kennis nog zeer beperkt. Pas na 1859 werd een evolutietheorie gangbaar, die van Charles Darwin. Voor die tijd nam men soms aan dat rassen apart door God geschapen waren. Een andere optie was dat de meeste rassen degeneraties waren van de eerste mens, Adam, die in Europa als een blanke werd gezien. Ook toen het besef doordrong dat de mens geëvolueerd moest zijn, ontbrak veel concrete kennis over hoe en wanneer dat precies gebeurd was. Het mechanisme van de menselijke erfelijkheid en de rol van het DNA daarin, was nog vrijwel volledig onbekend. Het gebrek aan werkelijke kennis bood alle ruimte aan vooroordelen en fantasierijke speculaties. Nog tegen het midden van de twintigste eeuw meenden gezaghebbende geleerden dat mensen, liever dan van apen, afstamden van een soort kabouterachtige wezentjes of juist reuzen. De heersende leer was dat rassen oeroude afsplitsingen waren, het begin van soortvorming. Ze zouden zelfs apart van verschillende soorten mensapen kunnen afstammen.
Na de Tweede Wereldoorlog maakte de neodarwinistische revolutie zulke denkbeelden totaal achterhaald. Door een reeks paleontologische vondsten werd de stamboom van de mens steeds beter bekend. Tegelijkertijd legde de ontdekking van de structuur van het DNA de basis voor een gedetailleerde kennis van de menselijke genetica. Het bleek dat de waargenomen feiten niet te verenigen waren met oeroude afsplitsingen. Er zijn maar twee plausibele mogelijkheden. Het kan, volgens het multiregionale model, zijn dat de mensheid al langere tijd (misschien al sinds Homo erectus) een eenheid vormt met een zeer hoog niveau van onderlinge vermenging. Het, meer populaire, alternatief is dat volgens het Out of Africa II-model er zich zeer recente afsplitsingen hebben voorgedaan toen de moderne mens van Afrika uit Eurazië koloniseerde. In beide gevallen zijn er weinig fundamentele verschillen tussen populaties mogelijk en dat blijkt ook: in alle populaties zijn de genetische verschillen tussen individuen onderling gemiddeld groter dan die tussen de populaties. De gemiddelde genetische Fst-afstand tussen menselijke populaties is ongeveer 0,125. Lewontin betoogde dat dit een slechts kleine raciale variatie impliceerde. Harpending daarentegen betoogde dat deze afstand verwantschap tussen individuen van dezelfde populatie impliceert, gelijkwaardig aan de verwantschap tussen halfbroers in een populatie die willekeurig paart, en dat een persoon van een bepaalde populatie genetisch dichter bij een niet-verwant individu van dezelfde populatie staat dan bij een halfbroer van gemengde afkomst. Het Out of Africa-model verklaart elegant waarom de genetische diversiteit in Afrika het grootst is en sommige Afrikaanse groepen meer overeenkomsten hebben met Euraziatische groepen dan met andere Afrikaanse populaties. Uiterlijke eigenschappen kunnen daarbij zeer misleidend zijn. Het delen van een zwarte huid bijvoorbeeld duidt niet op een nauwe verwantschap aangezien de eerste mensen vermoedelijk al zwaar gepigmenteerd waren: het is een symplesiomorfie.
In beide modellen is het sterke empirisch bewijs niet verenigbaar met de veronderstelling dat de mensheid eenduidig op te delen zou zijn in een klein aantal groepen, zoals het traditionele rasbegrip vereist. Dat is daardoor een weerlegde hypothese.
Soms gebruikmakend van pseudowetenschappelijke argumenten is in de geschiedenis het rassenbegrip vaak geïnstrumentaliseerd door de heersende macht.

## Juridische betekenis
In (trans)nationale wetgeving en internationale verdragen worden theorieën over verschillende menselijke rassen bij voorbaat uitgesloten en verworpen. Toch wordt het woord ras vaak wel genoemd bij de gronden waarop discriminatie onwenselijk of verboden is, zonder dat daarmee rassentheorieën worden onderschreven. Dit wordt gedaan om te verzekeren dat personen die in het algemeen worden toegeschreven aan een "ander ras", niet buiten de beschermingen van zulke verdragen en wetten vallen.
In juridische zin wordt het woord 'ras' uitgelegd op basis van het Internationaal Verdrag inzake de uitbanning van alle vormen van rassendiscriminatie uit 1966, als een term die in ieder geval het vermeende ras, huidskleur, afkomst en nationale of etnische afstamming van een bepaalde groep omvat. In het Nederlands strafrecht zijn daarom sommige uitingsdelicten, waaronder groepsbelediging en aanzetten tot haat en discriminatie, van toepassing op groepen met een bepaalde afkomst of etniciteit.
De Nederlandse grondwet verbiedt discriminatie op basis van onder andere ras.

## Genografie
De Italiaanse wetenschapper Luigi Luca Cavalli-Sforza (1922-2018) kwam na uitgebreid genetisch onderzoek aan het menselijk haploïde DNA tot de conclusie dat er genetische verschillen bestaan tussen verschillende populaties. Elk volk bijvoorbeeld heeft, hoewel willekeurig gedefinieerd door toevallige politieke grenzen, afgaande op de zogenaamde haplogroepen eigen genetische kenmerken. Nederlanders zijn zo genetisch het meest verwant met de Denen, gevolgd door de Engelsen. De naaste verwanten van de Belgen zijn de Duitsers, Zwitsers en Oostenrijkers. Met het onderzoek kon Cavalli-Sforza een stamboom opstellen met de meest waarschijnlijke verwantschap tussen volkeren en de migraties van de moderne mens in de laatste 150.000 jaar. Zijn beeld van de migraties komt overeen met dat van de paleontologie.
In het boek The History and Geography of Human Genes (1994) onderscheidt Cavalli-Sforza acht hoofdtakken: Zwart-Afrika, Kaukasisch, Noordoost-Azië, Arctica (noordpoolgebied), Amerika, Zuidoost-Azië, Stille Oceaan en Australië. De zeven niet-zwarte takken hebben een relatief nauwe verwantschap en de tak in Zwart-Afrika staat genetisch het verst weg van de andere zeven takken. Later onderzoek toonde aan dat de populaties in Afrika niet sterk onderling verwant zijn en sommige een tak vormen met de Euraziatische populaties.
Het kan in een aantal contexten wel degelijk zinvol zijn om aan te geven wat de genetische achtergrond van een persoon is:
- Medicijnen werken soms anders bij mensen van verschillende herkomst.[20]
- Vele ziekten hebben een verschillende kans om voor te komen bij mensen van verschillende herkomst. (De resistentieontwikkeling bij mensen is een evolutionair proces waarbij aanraking met een ziekte, en dus de geografische locaties van de voorouders een grote rol spelen. Een goed voorbeeld in de geschiedenis is bijvoorbeeld de teloorgang van het Incarijk veelal door toedoen van epidemieën van ziekten die door Europeanen naar Zuid-Amerika werden gebracht.)
- Sommige erfelijke eigenschappen komen in de ene groep vaker voor dan in een andere. Overigens kan een groep een zeer variabele grootte hebben, van een geïsoleerde gemeenschap in Noord-Zweden tot heel het Incarijk.
- De vraag naar cosmetische producten hangt sterk af van huidskleur en haartype.[21]